# Hermann Wolff (Mediziner)

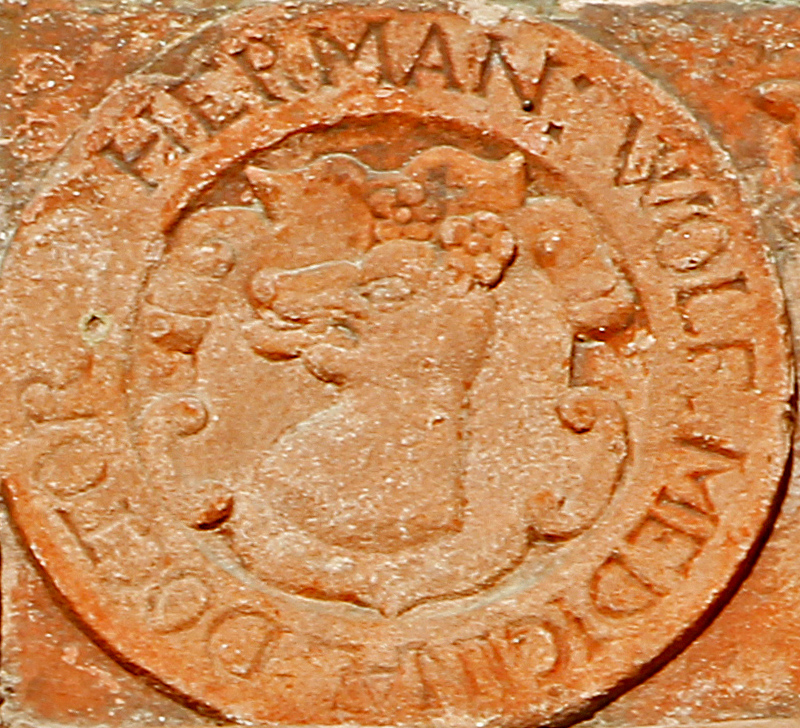
Wappen von Hermann Wolff 1596

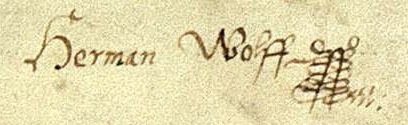
Unterschrift von Hermann Wolff 1595

Hermann Wolff (* um 1560 in Marburg; † 9. Mai 1620 in Kassel) war ein deutscher Professor der Medizin an der Universität Marburg und landgräflicher Leibarzt.

## Leben
Hermann Wolff war der Sohn des wohlhabenden Marburger Bürgers Jakob Wolff und dessen Ehefrau Elisabeth Mantels. Nach dem Tod des Vaters 1566 heiratete seine Mutter den Marburger Magister, Kaufmann und Ratsschöffen Justus Schröder. Hermanns ältester Bruder Lorenz Wolff (1549–1600) war Kaufmann und Schöffe in Marburg. Sein nächst älterer Bruder Johann Wolff war ebenfalls Professor der Medizin in Marburg und landgräflicher Leibarzt.
Hermann absolvierte ein Studium der Medizin und promovierte am 11. März 1585 an der Philipps-Universität Marburg zum Dr. med. Vom 13. November 1589 bis 1591 war er hier an der philosophischen Fakultät ordentlicher Professor für Physik. Am 26. Juli 1591 als ordentlicher Professor der Medizin eingesetzt, fiel die Ernennung zum Rektor der Universität in das Jahr 1593. Dieses Amt hatte er bis 1594 inne. Vom 28. März 1597 an war er Leibarzt des Landgrafen Moritz in Kassel.
Hermann Wolff heiratete 1585 Christine Werner (~1565–1637), die Tochter des Marburger Bürgermeisters Daniel Werner. Von ihren elf Kindern überlebten zwei Söhne und sechs Töchter das Kindesalter. Der Sohn Hermann wurde schwedischer Botschafter in Kassel und der Sohn Johann Hermann Leibarzt der Landgrafen von Hessen-Rotenburg. Die Töchter Christina und Elisabeth heirateten Leibärzte in Kassel und Rotenburg, die Töchter Hedwig, Katharina, Margarete und Anna Christina hessische Staatsdiener.

## Schriften
- Physicae, seu naturalis philosophiae institutiones Cornelii Valerii ultrajectini: in usum scholae philosophicae Marpurgensis, cum generali physices synopsi, capitumque in paragraphos distinctione eorundenque argumentis, Marburg : Egenolph, 1593. Digitalisat.
- Beschreibung Des Mineralischen Brunnen/ so newlicher zeit bey Cassel in Hessen widerumb in brauch gebracht worden : An den ... Herrn Moritzen/ Landgraven zu Hessen ..., Cassel : Wessel , 1609. Digitalisat